# Столкновение над Эрбаной
Столкновение над Эрбаной — крупная авиационная катастрофа, произошедшая 9 марта 1967 года, когда в небе над Эрбаной столкнулись авиалайнер DC-9 и многоцелевой самолёт Beechcraft Baron. В результате чего оба самолёта потеряли управление и рухнули на Эрбану. Погибли все находившиеся на обоих самолётах.

## Катастрофа
DC-9 вылетел из международного аэропорта Питтсбурга по маршруту в муниципальный аэропорт Дейтона. После пролёта над Колумбусом, штат Огайо, борт получил разрешение снизиться с высоты полета 6000 м до 900 м. Когда авиалайнер снижался на высоте 1400 м его передняя правая часть столкнулась с левой частью направлявшегося на юг самолёта Beechcraft Baron 55. Оба самолёта упали в Конкорд-Тауншип, сельской местности к северо-западу от Урбаны в округе Шампейн. Столкновение произошло к северо-востоку от пересечения Мелоди-Лейн и Вудвилл-Пайк. Все 25 человек на борту DC-9 и пилот Beechcraft Baron погибли. Катастрофа стала единственной в истории Эрбаны и второй с участием с DC-9.

## Расследование
Согласно результатам расследования, экипаж DC-9 не смог заметить Beechcraft и избежать столкновения с ним. Этому способствовали погодные условия, а также чрезмерная скорость DC-9, которая снизила возможности визуального обнаружения в условиях системы управления воздушным движением, которая не была спроектирована или оснащена для разделения контролируемых и неконтролируемых полётов.